# Extension HNN
En mathématiques, l'extension HNN est une construction de base de la théorie combinatoire des groupes, nommée d'après les initiales de ses trois auteurs : Graham Higman, Bernhard Neumann et Hanna Neumann. Elle plonge de façon universelle un groupe, muni d'un isomorphisme entre deux de ses sous-groupes, dans un autre groupe dans lequel cet isomorphisme devient intérieur.

## Construction
Soient G un groupe, de présentation G=〈 S | R 〉, et α : H⭇K un isomorphisme entre deux de ses sous-groupes. On choisit un nouveau symbole t (n'appartenant pas à S) et on pose
Alors le groupe G*α est l'extension HNN de G relativement à α. Dans cette construction, G est appelé le « groupe de base », H et K sont les « sous-groupes associés », et le nouveau générateur t est la « lettre stable ».

## Propriétés essentielles
Comme la présentation de G*α contient tous les générateurs et toutes les relations de celle de G, il existe un morphisme naturel de G dans G*α, induit par l'identification des générateurs. Higman, Neumann et Neumann ont démontré que ce morphisme est injectif. Ainsi, deux sous-groupes isomorphes d'un groupe sont toujours conjugués dans un « sur-groupe » ; la preuve de ce résultat était la motivation originelle de cette construction.

### Lemme de Britton
Une propriété essentielle des extensions HNN est un théorème de forme normale connu sous le nom de lemme de Britton : pour toute écriture du neutre de G*α comme un produit de la forme
on a :
- ou bien {\displaystyle n=0} et {\displaystyle g_{0}} est le neutre de G,
- ou bien le produit comporte une sous-expression de la forme {\displaystyle tht^{-1}} avec {\displaystyle h}∈H ou de la forme {\displaystyle t^{-1}kt} avec {\displaystyle k}∈K.

### Conséquences du lemme de Britton
On déduit de ce lemme la plupart des propriétés de base des extensions HNN, parmi lesquelles :
- le morphisme naturel de G dans G*α est injectif ;
- tout élément de G*α d'ordre fini est un conjugué d'un élément de G ;
- plus généralement, tout sous-groupe fini de G*α est conjugué à un sous-groupe de G ;
- si les sous-groupes H et K sont distincts de G, alors G*α contient un sous-groupe isomorphe au groupe libre de rang 2.

## Applications
En topologie algébrique, l'extension HNN est la construction dont on a besoin pour comprendre le groupe fondamental d'un espace topologique qui « revient se recoller sur lui-même » via une application f (voir par exemple fibré en surfaces sur le cercle (en)). Les extensions HNN jouent donc le même rôle, dans ce type de recollement, que les produits libres amalgamés dans le théorème de van Kampen, où l'on recolle deux espaces le long d'un sous-espace commun connexe. Ces deux constructions sont basiques en ce qu'elles permettent de décrire le groupe fondamental de n'importe quel recollement géométrique. Elles forment, via la notion de graphe de groupes, les « briques élémentaires » dans la théorie de Bass-Serre (en) des groupes agissant sur des arbres.
En théorie combinatoire des groupes, les extensions HNN jouent un rôle clé dans la preuve par Higman de son théorème de plongement (en), selon lequel tout groupe de type fini récursivement présentable se plonge dans un groupe de présentation finie. La plupart des preuves modernes du théorème de Novikov-Boone, sur l'existence d'un groupe de présentation finie dont le problème du mot est algorithmiquement indécidable, utilisent aussi de façon substantielle les extensions HNN.
La notion d'extension HNN a été étendue à d'autres structures algébriques que les groupes, comme les algèbres de Lie.